# Shōsei-en

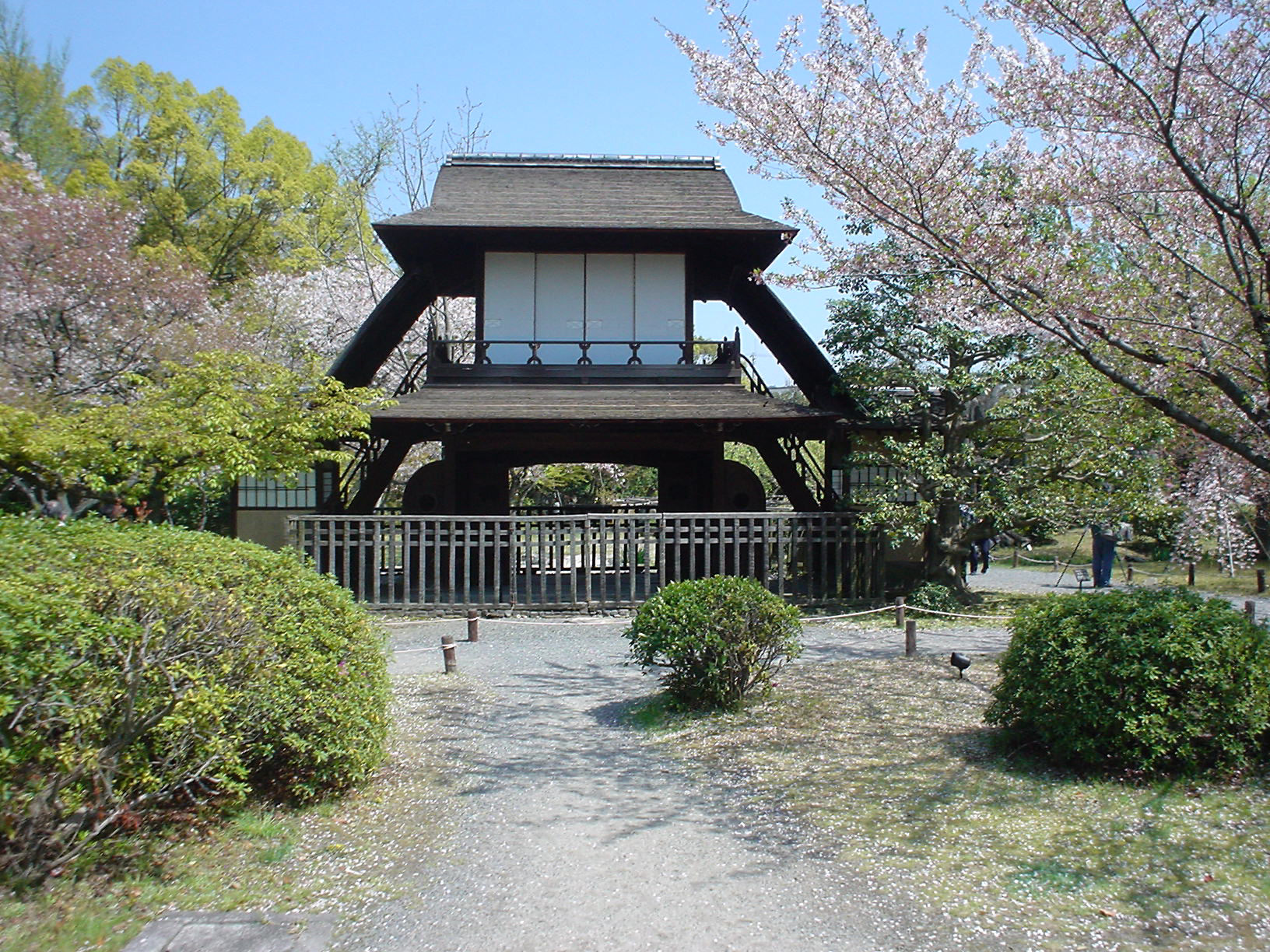
Boukaka ku.

El jardín Shōsei-en (渉成園?), también conocido como Kikoku-tei (‘terreno de naranjos’), está localizado a pocos pasos del templo Higashi Hongan-ji, en Kioto, Japón.
Fue la segunda residencia de Higashi Hongan-ji, y se utilizaba como lugar de retiro de sacerdotes o refugio. El lugar fue donado a Higashi Hongan-ji por el tercer shōgun Tokugawa, Iemitsu en 1641. El jardín fue diseñado por Ishikawa Jozan en 1653. Finalmente, en 1936, el jardín fue designado Sitio Histórico Nacional.